# Will Keenan
Will Keenan (...) è un attore, sceneggiatore, regista cinematografico e produttore cinematografico statunitense.

## Biografia
Ha debuttato nel 1996, interpretato Tromeo nel cult movie della Troma Tromeo and Juliet. Nel 1999 e nel 2000 ha partecipato ad altri due film della casa di produzione indipendente, Terror Firmer e Citizen Toxie: The Toxic Avenger IV. In veste di regista ha diretto tre film. 

## Filmografia

### Attore
- Tromeo and Juliet (1996)
- Love God (1997)
- Hoofboy (1998) Cortometraggio
- Trick (1999)
- Terror Firmer (1999)
- Ecstasy in Entropy (1999) Cortometraggio
- The Love Machine (2000)
- Waiting (2000)
- Citizen Toxie: The Toxic Avenger IV (2000)
- Margarita Happy Hour (2001)
- Who Is A.B.? (2001)
- People Are Dead (2002)
- Beautiful Night (2002) Cortometraggio
- Wolves of Wall Street (2002)
- Operation Midnight Climax (2002)
- A.K.A.: It's a Wiley World! (2003)
- The Duke of Goo (2004) Cortometraggio
- Law & Order - Unità vittime speciali (Law & Order: Special Victims Unit), nell'episodio "Perversione" (2004)
- Alice's Misadventures in Wonderland (2004)
- Love Rome (2004)
- Shooting Vegetarians (2005)
- Friends with Money (2006)
- Mission Accomplished Man!: A Superhero Love Story (2006) Cortometraggio
- The Devil's Muse (2007)
- Wicked Lake (2008)
- Magnum Farce: A Shot in the Park (2009) Cortometraggio
- Chop (2011)
- Politics of Love (2011)
- The End (2011) Serie TV
- Indisch für Anfänger (2011) Film TV
- Glease (2012) Film TV
- The Ghastly Love of Johnny X (2012)

### Regista
- Hoofboy (1998) Cortometraggio
- Operation Midnight Climax (2002)
- Mission Accomplished Man!: A Superhero Love Story (2006) Cortometraggio

### Produttore
- Operation Midnight Climax (2002)
- Sway Featuring Mallika Sherawat (2010) Cortometraggio
- Beyond the Snake (2010) Cortometraggio
- Hisss (2010)
- Politics of Love (2011)
- Glease (2012) Film TV